# David Button
David Robert Edmund Button (ur. 27 lutego 1989) – angielski piłkarz grający na pozycji bramkarza w klubie Reading]. Grał także dla reprezentacji Anglii w kategoriach wiekowych U-16, U-17, U-19, oraz U-20, gdzie łącznie wystąpił w 31 meczach.
Button uczęszczał do szkoły Monk’s Walk School w Welwyn Garden City w hrabstwie Hertfordshire.

## Sukcesy

### Klubowe
Luton Town
- Football League Trophy: 2008/2009[4]